# Tassa sulla plastica

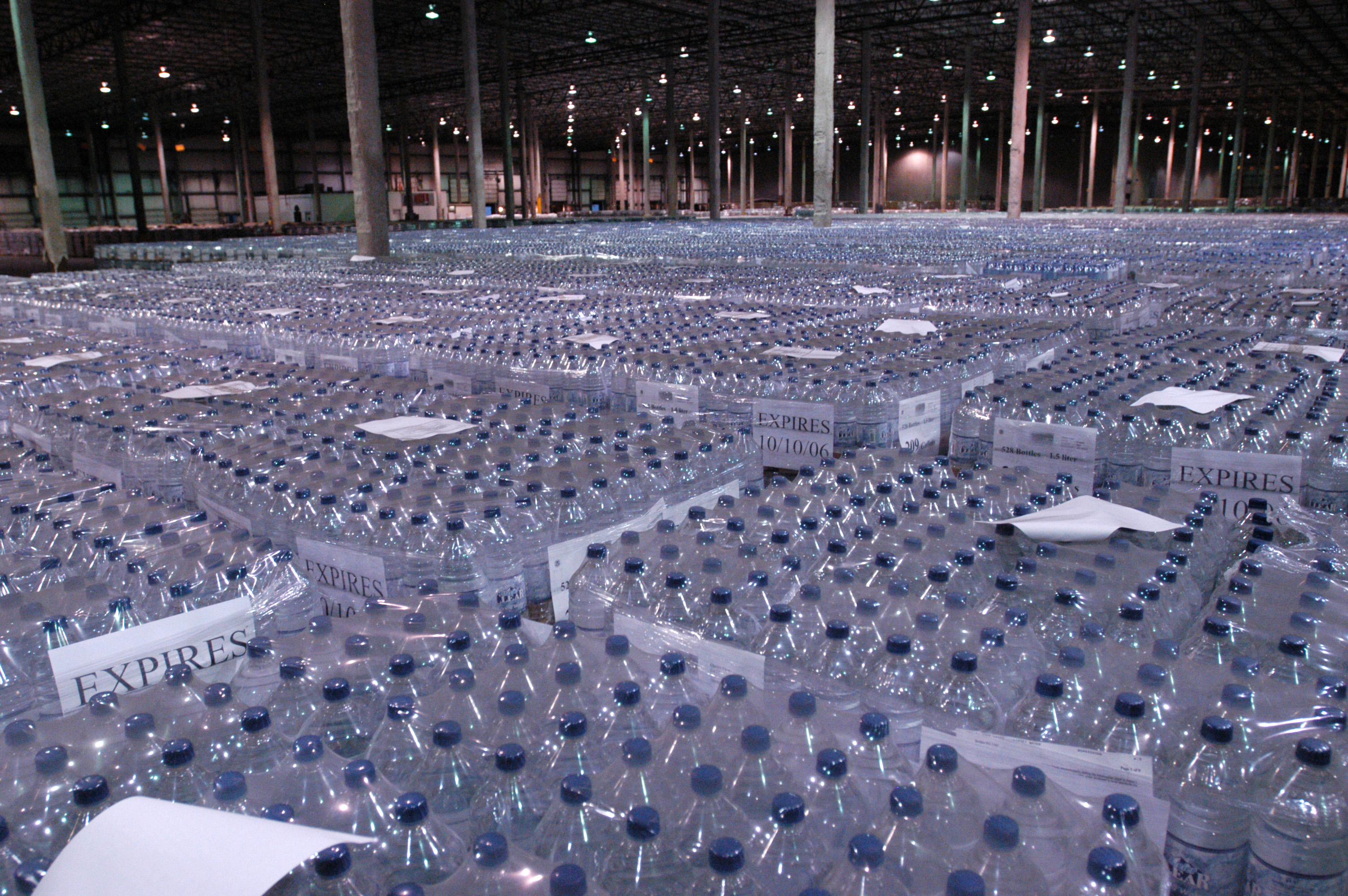
Una tassa sulla plastica è stata discussa in diversi paesi allo scopo di limitare la produzione ed il consumo degli imballaggi in plastica non riciclabile

Con tassa sulla plastica (o plastic tax, denominazione mutuata dal nome inglese) si intende una tassa o più genericamente un sovrapprezzo ideato per ridurre il consumo o la produzione di materie plastiche.
Solitamente l'obiettivo di tasse di questo genere sono le plastiche cosiddette "monouso", ossia non riciclabili o non biodegradabili, considerate dannose per l'ambiente in quanto fonte di inquinamento.

## Teoria economica della tassa
Il principio che sottende all'idea di una tassa sulla produzione della plastica è quello comune a tutte le imposte pigouviane, ovvero l'aumento del costo a carico di un soggetto considerato creatore di esternalità, al fine di ridurne l'ammontare creato, alzandone "artificialmente" i costi di produzione ed in tal modo di incentivare comportamenti alternativi che vadano ad evitare tale sovrapprezzo.
Esempio classico di imposte di questo genere sono quelle sulle emissioni inquinanti (le cosiddette tasse sul carbonio), il cui obiettivo è aumentare il prezzo per i soggetti produttori di biossido di carbonio, considerato una esternalità negativa per il sistema economico nel suo complesso.
Analogamente a quanto avviene per le tasse sulle bibite zuccherate, obiettivo "ideologico" dei sostenitori di imposte di questo genere è il disincentivo di un comportamento ritenuto dannoso (nel caso degli imballaggi di plastica, perché inquinante), sia direttamente, tramite l'aumento dei costi per i soggetti produttori, che indirettamente, per mezzo cioè di un maggiore introito per le casse dello stato, da impiegare per politiche di sostegno a comportamenti invece considerati virtuosi, quali la riconversione dei processi produttivi industriali in una loro versione a minor impatto ambientale. Nel caso di una tassa sulla plastica, un modo indiretto per ottenere tale obiettivo sarebbe la non inclusione nel provvedimento di plastiche "miste", composte cioè di una percentuale di materiali biodegradabili, la cui domanda si vedrebbe così aumentata ed il cui impiego verrebbe così ad essere incentivato.
In un'ottica più ampia, l'adozione di una tassa sulla plastica è vista come misura complementare ad una strategia mirante alla riduzione complessiva della produzione di plastica non riciclabile. Esempio di politiche similari in questo senso sono le limitazioni ed i divieti, in vigore in diversi paesi, sulla commercializzazione dei sacchetti di plastica monouso (la direttiva 2015/720 adottata dall'Unione europea nell'aprile 2015 ha in tal senso imposto ai paesi membri una riduzione dell'uso di tali buste dell'80% entro il 2019), sebbene in senso tecnico misure di questo tipo non siano propriamente assimilabili a tasse che colpiscono gli imballaggi.

## Posizioni contrarie alla tassa e controversie
I detrattori di questa imposta adducono spesso a sostegno della loro contrarietà la tesi secondo la quale sarebbero solamente i consumatori, in fin dei conti, a dover pagare il peso di tale iniziativa, dovendo sostenere una maggiore spesa per l'acquisto di beni quali ad esempio acqua minerale (solitamente commercializzata in imballaggi e bottiglie composte in plastica non riciclabile), detergenti o altri beni imballati. A tali perplessità si sommano poi quelle delle associazioni di produttori di beni che fanno ampio uso di imballaggi e confezionamenti di plastica per il commercio dei propri prodotti, timorosi di possibili ricadute in termini occupazionali di un aumentato costo di produzione a seguito dell'introduzione dell'imposta.

## Nazioni che hanno introdotto o discusso la tassa

### Italia
Nel 2019 il governo italiano, presieduto da Giuseppe Conte, ha annunciato la volontà di introdurre con la manovra economica dell'anno successivo il pagamento di una imposta pari a 1 Euro al chilo sugli imballaggi e i contenitori di plastica monouso (non riciclabili o composti di plastica riciclata). Il provvedimento non prevede di colpire invece le plastiche compostabili, ed è previsto congiuntamente all'adozione di un incentivo alle aziende per l'adozione di adeguamenti tecnologici finalizzato alla produzione proprio di manufatti compostabili e biodegradabili.
Il gettito previsto dall'adozione di una siffatta tassa sulla plastica, la cui adozione sarebbe prevista per il 2020,  è stato inizialmente stimato intorno al miliardo di Euro, fino ad arrivare a 1,8 miliardi nel 2021 e a 1,7 nel 2022.
La misura, intorno alla quale il dibattito è tuttora in corso, in quanto non ancora definitiva, ha registrato la netta contrarietà degli ambienti industriali: Confindustria, la principale organizzazione rappresentativa delle imprese italiane, ha contestato tanto l'effettivo intento ecologico della tassa quanto le possibili ricadute sulle aziende produttrici e sull'attuale ciclo del riciclaggio.

### Regno Unito
Nel 2018 il parlamento britannico ha dichiarato l'intenzione di introdurre nella prossima legge di bilancio una tassa sulla produzione e sull'importazione di imballaggi di plastica contenenti meno del 30% di materiale riciclabile. Obiettivo della misura, come dichiarato da P. Hammond, è la "trasformazione dell'economia dell'imballaggio sostenibile" mediante l'incentivo all'utilizzo di risorse riciclabili, e il contrasto alla dispersione della plastica nell'ambiente, notevole fonte di inquinamento.
Tale imposta, la cui attivazione è stata inizialmente prevista per il 2022, è stata sottoposta ad una consultazione pubblica. Il dibattito sull'introduzione di una tassa simile è tuttora in corso, e vede affrontarsi da una parte i sostenitori dell'imposta, che prevedono un aumento del riciclaggio della plastica a scopo di imballaggio dal 25 al 75 % come effetto positivo della misura e, nello schieramento opposto, l'associazione di categoria dei produttori di materie plastiche (British Plastic Federation, BPF), che si è dichiarata favorevole ad un confronto con il governo in merito ma non all'introduzione di una tassa tout court sulla plastica come misura efficace per incentivare il riciclaggio ed il contrasto all'inquinamento.
Nel maggio 2019 alcune fonti giornalistiche hanno portato alla luce l'azione di lobbismo esercitata proprio dalla BPF su alcuni membri del Ministero del Tesoro al fine di rivedere l'adozione della prevista tassa sulla plastica e di mitigarne gli aspetti a loro giudizio più dannosi per il settore da loro rappresentato.